# Auger-Saint-Vincent
Auger-Saint-Vincent és un municipi francès, situat al departament de l'Oise i a la regió dels Alts de França. L'any 2007 tenia 501 habitants.

## Demografia

### Població
El 2007 la població de fet d'Auger-Saint-Vincent era de 501 persones. Hi havia 176 famílies de les quals 36 eren unipersonals (16 homes vivint sols i 20 dones vivint soles), 52 parelles sense fills, 80 parelles amb fills i 8 famílies monoparentals amb fills.
La població ha evolucionat segons el següent gràfic:
Habitants censats

### Habitatges
El 2007 hi havia 186 habitatges, 178 eren l'habitatge principal de la família, 6 eren segones residències i 2 estaven desocupats. 182 eren cases i 4 eren apartaments. Dels 178 habitatges principals, 144 estaven ocupats pels seus propietaris, 28 estaven llogats i ocupats pels llogaters i 6 estaven cedits a títol gratuït; 2 tenien una cambra, 7 en tenien dues, 29 en tenien tres, 39 en tenien quatre i 101 en tenien cinc o més. 140 habitatges disposaven pel capbaix d'una plaça de pàrquing. A 72 habitatges hi havia un automòbil i a 98 n'hi havia dos o més.

### Piràmide de població
La piràmide de població per edats i sexe el 2009 era:
| Homes | Edats   | Dones |
| ----- | ------- | ----- |
| 0     | 95 o +  | 0     |
| 4     | 90 a 94 | 0     |
| 0     | 85 a 89 | 4     |
| 4     | 80 a 84 | 4     |
| 4     | 75 a 79 | 8     |
| 4     | 70 a 74 | 0     |
| 8     | 65 a 69 | 16    |
| 4     | 60 a 64 | 8     |
| 4     | 55 a 59 | 8     |
| 20    | 50 a 54 | 12    |
| 16    | 45 a 49 | 20    |
| 16    | 40 a 44 | 24    |
| 28    | 35 a 39 | 28    |
| 20    | 30 a 34 | 28    |
| 4     | 25 a 29 | 16    |
| 20    | 20 a 24 | 4     |
| 20    | 15 a 19 | 24    |
| 16    | 10 a 14 | 8     |
| 24    | 5 a 9   | 12    |
| 12    | 0 a 4   | 16    |

## Economia
El 2007 la població en edat de treballar era de 340 persones, 254 eren actives i 86 eren inactives. De les 254 persones actives 233 estaven ocupades (132 homes i 101 dones) i 21 estaven aturades (4 homes i 17 dones). De les 86 persones inactives 27 estaven jubilades, 33 estaven estudiant i 26 estaven classificades com a «altres inactius».

### Ingressos
El 2009 a Auger-Saint-Vincent hi havia 167 unitats fiscals que integraven 457 persones, la mediana anual d'ingressos fiscals per persona era de 22.769 €.

### Activitats econòmiques
Dels 7 establiments que hi havia el 2007, 1 era d'una empresa de construcció, 1 d'una empresa d'hostatgeria i restauració, 1 d'una empresa immobiliària, 2 d'empreses de serveis i 2 d'entitats de l'administració pública.
L'únic servei als particulars que hi havia el 2009 era un paleta.
L'any 2000 a Auger-Saint-Vincent hi havia 5 explotacions agrícoles que ocupaven un total de 960 hectàrees.

## Equipaments sanitaris i escolars
El 2009 hi havia una escola elemental integrada dins d'un grup escolar amb les comunes properes formant una escola dispersa.

## Poblacions més properes
El següent diagrama mostra les poblacions més properes.